# خوزه سازاتورنیل
خوزه سازاتورنیل (اسپانیایی: José Sazatornil‎؛ ‏ ۱۳ اوت ۱۹۲۵ – ۲۳ ژوئیهٔ ۲۰۱۵) بازیگر اهل اسپانیا بود. 
از فیلم‌ها یا برنامه‌های تلویزیونی که وی در آن نقش داشته‌است، می‌توان به همگی به‌سوی زندان، کندو و بداندیشی شهوانی،  اشاره کرد.